# Consejería de Economía, Hacienda y Fondos Europeos de la Junta de Andalucía
La Consejería de Economía, Hacienda y Fondos Europeos es el departamento de la Junta de Andalucía encargado de las competencias autonómicas en materia de economía y hacienda pública; fondos estructurales, de cohesión y otros fondos comunitarios; coordinación de la actividad estadística, cartografía e información geográfica; política financiera; fundaciones vinculadas a las cajas de ahorro; política presupuestaria, tributaria, financiación autonómica y local; juego; tesorería y deuda pública; gestión del patrimonio de la Junta; contratación pública y sistemas de información económico-financieros.
Recibe este nombre desde el inicio de la XII legislatura (2022-2026).
La titular de la consejería y máxima responsable es Carolina España Reina y tiene su sede en el edificio Torre Triana, c/ Juan Antonio de Vizarrón, s/n, de la Isla de la Cartuja, Sevilla.

## Historia
La Consejería de Economía, Hacienda y Fondos Europeos fue creada el 26 de julio de 2022, día de entrada en vigor mediante publicación en el BOJA del Decreto del Presidente 10/2022, de 25 de julio, sobre reestructuración de Consejerías. En su artículo 3 se establece que    

"Corresponden a la Consejería de Economía, Hacienda y Fondos Europeos las competencias que actualmente venía ejerciendo la Consejería de Hacienda y Financiación Europea, salvo las competencias en materia de energía. 
 Asimismo, le corresponden las competencias en materia de economía, que actualmente estaban atribuidas a la Consejería de Transformación Económica, Industria, Conocimiento y Universidades".
Decreto del Presidente 10/2022, de 25 de julio, sobre reestructuración de Consejerías

## Estructura
De acuerdo con el Decreto 153/2022, de 9 de agosto, por el que se establece la estructura orgánica de la Consejería de Economía, Hacienda y Fondos Europeos, la Consejería, bajo la superior dirección de su titular, se estructura para el ejercicio de sus competencias a través de los siguientes órganos directivos centrales: 
- Viceconsejería.
  - Secretaría General de Economía.
    - Dirección General de Planificación, Política Económica y Financiera.

  - Secretaría General de Presupuestos, Gastos y Financiación Europea.
    - Dirección General de Presupuestos.
    - Dirección General de Fondos Europeos.

  - Secretaría General de Hacienda.
    - Dirección General de Tributos, Financiación, Relaciones Financieras con las Corporaciones Locales y Juego.
    - Dirección General de Tesorería y Deuda Pública.
    - Dirección General de Patrimonio.

  - Secretaría General Técnica.
  - Dirección General de Contratación.
  - Intervención General de la Junta de Andalucía.

### Entes adscritos a la Consejería
Figuran adscritas a la Consejería las siguientes entidades:
- Agencia Tributaria de Andalucía (adscrita a través de la Secretaría General de Tributos, Financiación, Relaciones Financieras con las Corporaciones Locales y Juego).
- Instituto de Estadística y Cartografía de Andalucía (adscrita a través de la Secretaría General de Economía).
- Agencia Empresarial para la Transformación y el Desarrollo Económico (TRADE)  (adscrita a través de la Secretaría General de Economía y también a la Consejería de la Presidencia, Interior, Diálogo Social y Simplificación Administrativa) .
- Fundación Pública Andaluza Instituto de Estudios sobre la Hacienda Pública de Andalucía (adscrita a través de la Secretaría General de Presupuestos, Gastos y Financiación Europea).
- Empresa Pública de Gestión de Activos, S.A. (EPGASA) (adscrita a través de la Dirección General de Patrimonio).
- Comisión Interdepartamental de Estadística y Cartografía de Andalucía (adscrita a través de la Secretaría General de Economía).
- Tribunal Administrativo de Recursos Contractuales de la Junta de Andalucía, sin perjuicio de su independencia funcional.
- Agencia de la Competencia y de la Regulación Económica de Andalucía (adscrita a través de la Secretaría General de Economía).
- Venture Invercaria, S.A. (adscrita a través de la Secretaría General de Economía).
- Inversión y Gestión de Capital Semilla de Andalucía, S.I.C.C., S.A. (INVERSEED) (adscrita a través de la Secretaría General de Economía).
- Sociedad para la Promoción y Reconversión Económica de Andalucía, S.A. (SOPREA) (adscrita a través de la Secretaría General de Economía).
- Innova Venture, S.G.E.I.C., S.A. (adscrita a través de la Secretaría General de Economía).
- Agencia de Innovación y Desarrollo de Andalucía (IDEA) (adscrita a través de la Secretaría General de Economía).

## Consejeros
| Imagen                                                                          | Nombre                                      | Mandato                                     | Mandato                                     | Mandato                                     | Partido                                     | Partido                                     | Presidente del Gobierno                     | Presidente del Gobierno                      | Monarca                   | Ref.   |
| Imagen                                                                          | Nombre                                      | Nombramiento                                | Cese                                        | Duración                                    | Partido                                     | Partido                                     | Presidente del Gobierno                     | Presidente del Gobierno                      | Monarca                   | Ref.   |
| ------------------------------------------------------------------------------- | ------------------------------------------- | ------------------------------------------- | ------------------------------------------- | ------------------------------------------- | ------------------------------------------- | ------------------------------------------- | ------------------------------------------- | -------------------------------------------- | ------------------------- | ------ |
| Consejería de Finanzas                                                          |                                             |                                             |                                             |                                             |                                             |                                             |                                             |                                              |                           |        |
|                                                                                 | José Fernández Alemán (n. ¿?)               | 2 de junio de 1978                          | 2 de junio de 1979                          | 1 año                                       |                                             | PSOE-A                                      |                                             | Plácido Fernández Viagas (1978-1979)         | Juan Carlos I (1975-2014) | [ 6 ]  |
| Consejería de Economía, Industria y Energía                                     | Consejería de Economía, Industria y Energía | Consejería de Economía, Industria y Energía | Consejería de Economía, Industria y Energía | Consejería de Economía, Industria y Energía | Consejería de Economía, Industria y Energía | Consejería de Economía, Industria y Energía | Consejería de Economía, Industria y Energía | Rafael Escuredo Martínez (1979-1984)         | Juan Carlos I (1975-2014) |        |
|                                                                                 | Julio Rodríguez López (n. ¿?)               | 2 de junio de 1979                          | 15 de marzo de 1984                         | 4 años y 287 días                           |                                             | PSOE-A                                      |                                             | Rafael Escuredo Martínez (1979-1984)         | Juan Carlos I (1975-2014) | [ 7 ]  |
| Consejería de Economía y Planificación                                          |                                             |                                             |                                             |                                             |                                             |                                             |                                             |                                              | Juan Carlos I (1975-2014) |        |
|                                                                                 | Julio Rodríguez López (n. ¿?)               | 15 de marzo de 1984                         | 30 de julio de 1986                         | 2 años y 137 días                           |                                             | PSOE-A                                      |                                             | José Rodríguez de la Borbolla (1984-1990)    | Juan Carlos I (1975-2014) | [ 7 ]  |
| Consejería de Economía y Finanzas                                               |                                             |                                             |                                             |                                             |                                             |                                             |                                             | José Rodríguez de la Borbolla (1984-1990)    | Juan Carlos I (1975-2014) |        |
|                                                                                 | José Miguel Salinas Moya (n. 1952)          | 30 de julio de 1986                         | 27 de julio de 1987                         | 362 días                                    |                                             | PSOE-A                                      | [ 8 ]                                       | José Rodríguez de la Borbolla (1984-1990)    | Juan Carlos I (1975-2014) |        |
| Consejería de Economía y Equipamiento                                           |                                             |                                             |                                             |                                             |                                             |                                             |                                             | José Rodríguez de la Borbolla (1984-1990)    | Juan Carlos I (1975-2014) |        |
|                                                                                 | José Aureliano Recio Arias (n. 1951)        | 27 de julio de 1987                         | 1 de marzo de 1988                          | 218 días                                    |                                             | PSOE-A                                      | [ 9 ]                                       | José Rodríguez de la Borbolla (1984-1990)    | Juan Carlos I (1975-2014) |        |
| Consejería de Economía y Planificación                                          |                                             |                                             |                                             |                                             |                                             |                                             |                                             | José Rodríguez de la Borbolla (1984-1990)    | Juan Carlos I (1975-2014) |        |
|                                                                                 | Ángel Ojeda Avilés (n. 1949)                | 1 de marzo de 1988                          | 28 de julio de 1990                         | 2 años y 149 días                           |                                             | PSOE-A                                      | [ 10 ]                                      | José Rodríguez de la Borbolla (1984-1990)    | Juan Carlos I (1975-2014) |        |
| Consejería de Economía y Finanzas                                               |                                             |                                             |                                             |                                             |                                             |                                             |                                             |                                              | Juan Carlos I (1975-2014) |        |
|                                                                                 | Jaime Montaner Roselló (n. 1946)            | 28 de julio de 1990                         | 2 de agosto de 1994                         | 4 años y 5 días                             |                                             | PSOE-A                                      |                                             | Manuel Chaves González (1990-2009)           | Juan Carlos I (1975-2014) | [ 11 ] |
|                                                                                 | Magdalena Álvarez Arza (n. 1952)            | 2 de agosto de 1994                         | 7 de febrero de 2004                        | 9 años y 189 días                           |                                             | PSOE-A                                      | [ 12 ]                                      | Manuel Chaves González (1990-2009)           | Juan Carlos I (1975-2014) |        |
|                                                                                 | José Antonio Griñán Martínez (n. 1946)      | 7 de febrero de 2004                        | 23 de abril de 2009                         | 5 años y 75 días                            |                                             | PSOE-A                                      | [ 13 ]                                      | Manuel Chaves González (1990-2009)           | Juan Carlos I (1975-2014) |        |
|                                                                                 | Carmen Martínez Aguayo (n. 1953)            | 23 de abril de 2009                         | 22 de marzo de 2010                         | 333 días                                    |                                             | PSOE-A                                      |                                             | José Antonio Griñán Martínez (2009-2013)     | Juan Carlos I (1975-2014) | [ 14 ] |
| Consejería de Finanzas y Administración Pública                                 |                                             |                                             |                                             |                                             |                                             |                                             |                                             | José Antonio Griñán Martínez (2009-2013)     | Juan Carlos I (1975-2014) |        |
|                                                                                 | Carmen Martínez Aguayo (n. 1953)            | 22 de marzo de 2010                         | 9 de septiembre de 2013                     | 3 años y 171 días                           |                                             | PSOE-A                                      | [ 14 ]                                      | José Antonio Griñán Martínez (2009-2013)     | Juan Carlos I (1975-2014) |        |
|                                                                                 | María Jesús Montero Cuadrado (n. 1966)      | 9 de septiembre de 2013                     | 6 de junio de 2018                          | 4 años y 270 días                           |                                             | PSOE-A                                      |                                             | Susana Díaz Pacheco (2013-2019)              | Felipe VI (2014-presente) | [ 15 ] |
| Consejería de Finanzas, Economía y Administración Pública                       |                                             |                                             |                                             |                                             |                                             |                                             |                                             | Susana Díaz Pacheco (2013-2019)              | Felipe VI (2014-presente) |        |
|                                                                                 | Antonio Ramírez de Arellano López (n. 1964) | 6 de junio de 2018                          | 22 de enero de 2019                         | 230 días                                    |                                             | PSOE-A                                      |                                             | Susana Díaz Pacheco (2013-2019)              | Felipe VI (2014-presente) |        |
| Consejería de Transformación Económica, Industria, Conocimiento y Universidades |                                             |                                             |                                             |                                             |                                             |                                             |                                             |                                              | Felipe VI (2014-presente) |        |
|                                                                                 | Rogelio Velasco Pérez (n. 1957)             | 22 de enero de 2019                         | 26 de julio de 2022                         | 3 años y 185 días                           |                                             | Cs                                          |                                             | Juan Manuel Moreno Bonilla (2019-actualidad) | Felipe VI (2014-presente) | [ 16 ] |
| Consejería de Economía, Hacienda y Fondos Europeos                              |                                             |                                             |                                             |                                             |                                             |                                             |                                             | Juan Manuel Moreno Bonilla (2019-actualidad) | Felipe VI (2014-presente) |        |
|                                                                                 | Carolina España Reina (n. 1957)             | 26 de julio de 2022                         | En el cargo                                 | 2 años y 236 días                           |                                             | PP-A                                        | [ 17 ]                                      | Juan Manuel Moreno Bonilla (2019-actualidad) | Felipe VI (2014-presente) |        |